# Король, Анна Степановна
Анна Степановна Король (1926—2020) — советская и российская художница в области живописи и графики. Член СХ СССР (1958; Союза художников России с 1991). Заслуженный художник РСФСР (1973). Народный художник РСФСР (1989).

## Биография
Родилась 14 сентября 1926 года в селе Должик, Золочевского района Харьковской губернии Украинской ССР.
С 1943 года в период Великой Отечественной войны, после освобождения Харькова от гитлеровских войск, А. С. Король поступила и начала обучение в Харьковском художественном училище. С 1948 по 1954 годы А. С. Король обучалась в Харьковском художественном институте, ещё учась в институте она познакомилась и вскоре вышла замуж за художника Н. М. Сидорова.
С 1954 года жила и работала в городе Пенза, с этого же года стала постоянной участницей и экспонентом областных, республиканских и всесоюзных выставках. А. С. Король выбрала для себя и закрепила технику цветного офорта, достигнув предельного совершенства в нём. Основной темой творчества А. С. Король были город Пенза и её люди, в рамках этой концепции были созданы серии графических произведений: «Пейзажи Пензы» (1957), «Пенза индустриальная» (1959), «Пенза и пензенцы» (1965—1986), «Пенза строится» (1980—1985), «Деятели культуры и искусства» (1968—1991).

Большинство работ А. С. Король были выполнены в творческом союзе с народным художником РСФСР Н. М. Сидоровым, их работы находятся во многих музеях и учреждениях культуры. По признанию А. С. Король: 
Мы очень любили рисовать людей труда. Имели пропуски на все заводы. Всё было интересно: производственный процесс, отношения, минутки отдыха. Тогда все жили социалистическими идеалами. Сейчас не так… Молодые рисуют всякую абракадабру, непонятную простым людям. Я и Сидоров — приверженцы реалистической школы живописи. Мы рисовали жизнь
С 1958 года А. С. Король была избрана членом Союза художников СССР (с 1991 года Союза художников России). В 1973 году А. С. Король было присвоено почётное звание — Заслуженный художник РСФСР, в 1989 году — Народный художник РСФСР.
В последние годы А. С. Король работала над живописными пейзажами и портретами.
Супруг — народный художник РСФСР Николай Михайлович Сидоров (1922—2009)

## Награды
- Орден Почёта (1998)

### Звания
- Народный художник РСФСР (1989)
- Заслуженный художник РСФСР (1973)
- Почётный гражданин Пензы (15.05.1996 № 681)